# Xinkai
Xinkai Auto Manufacture Corporation (Xinkai, Xinkai Auto, кит. упр. 新凯汽车集团有限公司 — Синкай) — китайская корпорация, производитель автомобильной техники. Выпускает легковые и грузовые автомобили, спецтехнику. Компания была основана в 1984 году в Гаобэйдяне, провинция Хэбэй. В настоящее время здесь находится штаб-квартира компании. Слоган компании: «Качество - это жизнь» (кит. упр. 质量是生命). 

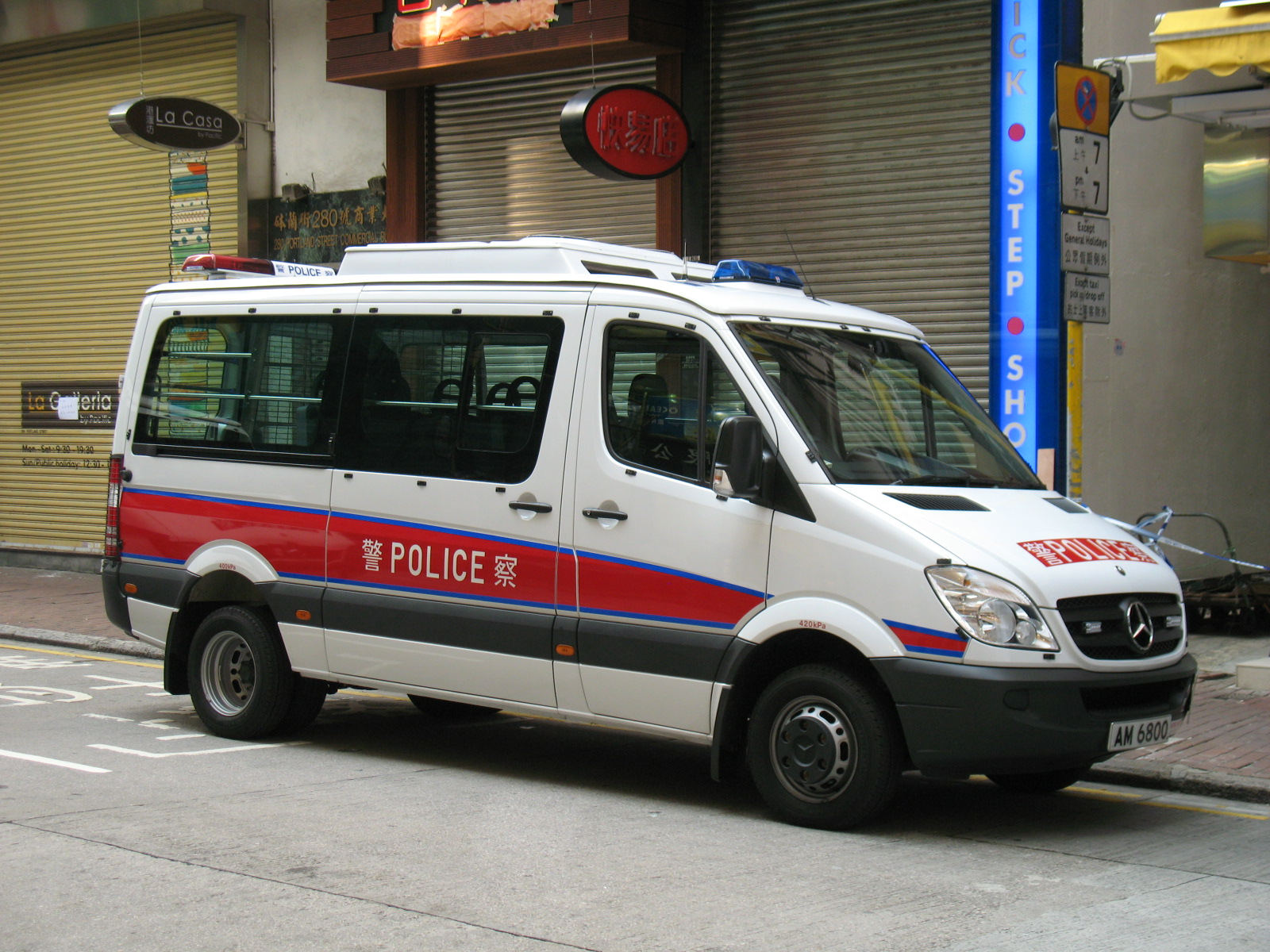
Полицейский автомобиль Mercedes-Benz, произведенный Xinkai Auto для Гонконга

## История
Компания была основана в 1984 году в Гаобэйдяне, провинция Хэбэй, являлась совместным предприятием с иностранными инвестициями. В 1992 году одним из владельцев компании стала гонконгская фирма. Постепенно компания развивалась, появились собственные производственные линии, она стала корпорацией. В 1999 году стала называться Xinkai Auto.

## Подразделения
Компания включает в себя несколько подразделений, в том числе штаб-квартиру в Гаобэйдяне, производственные линии в Чжочжоу, производство деталей в Цинхэ, а также дополнительные мощности в Тайане.
В 2004 году компания Xinkai подписала соглашение с германским концерном Mercedes-Benz о выпуске Mercedes-Benz Sprinter для китайского рынка.
Заявленные мощности компании Xinkai составляют 60,000 автомобилей в год.

## Модельный ряд
- Mercedes-Benz Ambulance (梅賽德斯-賓士 救护车)
- Mercedes-Benz Commercial Vehicle (梅賽德斯-賓士 奔驰商务车)
- Mercedes-Benz Police Car (梅賽德斯-賓士 警车)
- Xinkai Century Dragon Extended Version (新凯 世纪蛟龙加长版)
- Xinkai Century Dragon Standard Edition (新凯 世纪蛟龙标准版)
- Xinkai Coach Car (新凯 教练车)
- Xinkai Fashion Star (新凯 时尚之星)
- Xinkai Kai Sheng (新凯 凯胜)
- Xinkai Light Truck (新凯 轻卡)
- Xinkai Rui Teng (新凯 锐腾)
- Xinkai Ruiup (新凯 锐达)
- Xinkai Single Cabine PickUp (新凯 单排皮卡)
- Xinkai Star City (新凯 都市之星)